# Adolf Steinert
Adolf Konrad Steinert (ur. 26 lutego 1834 w Łodzi, zm. 23 listopada 1916 w  Charlottenburgu) – łódzki fabrykant.

## Życiorys
Był najstarszym synem Carla Gottlieba Steinerta i Pauliny Steinert z domu Biller.
Ukończył Niemiecko-Rosyjską Szkołę Realną w Łodzi, następnie studiował włókiennictwo w Wyższej Szkole Technicznej w Chemnitz. Po ich ukończeniu wrócił do Łodzi i rozpoczął pracę w fabryce ojca, po którego śmierci prowadził fabrykę pod nominalnym zarządem matki (nie przeprowadzono podziału spadku). Zajmował się rzemieślniczą produkcją nakładczą tkanin bawełnianych w Konstantynowie i Zelowie. W latach 1869–1980 jego przedsiębiorstwo zajmowało się głównie przeróbką perkalu z zakładów Karola Scheiblera. W latach 80. XIX w. rozpoczęto również produkcję wyrobów bawełnianych, w tym flaneli. Zakład był w tym okresie trzecią co do wielkości produkcji drukarnią tkanin bawełnianych w Łodzi. W 1886 r. przeprowadzono podział spadku, w wyniku którego Steinert przejął całą fabrykę na własność, a do jej zarządu wprowadził synów – Karola i Ryszarda. Wybudował następnie tkalnię posiadającą 100 mechanicznych krosien, ponadto rozbudował i zmodernizował kotły, maszynę parową, drukarnię i wykończalnię. W 1888 r. wybudował pierwszą w Łodzi fabryczną elektrownię. Liczba zatrudnionych w jego fabryce wynosiła 124 robotników, roczny obrót wynosił 200 tys. rubli. W 1896 r. wybudował neorenesansowy pałac przy ul. Piotrkowskiej 272 według projektu architekta Franciszka Chełmińskiego. W latach 90. XIX w. wybudował drugą drukarnię, a także tkalnię i drapalnię oraz przędzalnię z 5 tys. wrzecion, kotłownię i maszynownię. Jego fabryka miała w 1901 r. 1600 wrzecion, 242 krosna mechaniczne oraz zatrudniała 1100 osób, osiągając roczne obroty w wysokości 1,85 mln rubli. 26 maja 1903 r. wycofał się z prowadzenia przedsiębiorstwem, które scedował na synów, zostawiając sobie pensję w wysokości 10 tys. rubli. Jego majątek osiągnął 1 mln rubli, z czego 400 tys. rubli stanowiło majątek w nieruchomościach. Po zakończeniu kierowania przedsiębiorstwem pozostał honorowym prezesem jego zarządu.
Został pochowany na starym cmentarzu ewangelickim w Łodzi.
Jego żoną była Teresa z domu Lahmert. Mieli 5 synów:
- Karola Bernhardta (1862–1923), męża Marii Steinecker,
- Ryszarda Karola (ur. 1864), męża Eleonory Müller,
- Oskara Karola (1869–1895),
- Roberta (1879–1917), męża Almy Keller,
- Emila Adolfa (ur. 1880), męża Joanny Mentey.